# مغربی در شهر
مغربی در شهر (انگلیسی: Beur sur la ville) یک فیلم کمدی و جنایی محصول سال ۲۰۱۱ سینمای فرانسه به کارگردانی، نویسندگی و تهیه‌کنندگی جمال بن‌‌صلاح است.
زمانی که پلیس پاریس به دلیل جانبدارانه بودن در ترفیع ستوان‌ها مورد انتقاد قرار می‌گیرد، پلیس‌های عرب، آفریقایی و چینی از قومیت‌های عرب ترفیع می‌گیرند. این سه نفر با یک پرونده قاتل زنجیره ای مواجه می‌شوند.
ژان-کلود ون دام در این فیلم در نقش یک سرهنگ فرانسوی حضور کوتاهی دارد.

## داستان
خالد بلکاسم یک جوان فرانسوی مغربی الاصل است که در تمام امتحانات فارغ التحصیلی مردود شده است. با این حال، او متوجه می‌شود که هنوز یک فرصت بعید باقی مانده است: پیوستن به نیروی پلیس. به عنوان یک افسر پلیس، او با مامادو، یک مرد سیاه‌پوست، و هنری، آسیایی، متحد می‌شود و با هم، باید یک قاتل زنجیره‌ای را که هر جمعه در خانه‌شان حمله می‌کند، سرنگون کنند.